# Liste der Kulturdenkmäler in Brimingen
In der Liste der Kulturdenkmäler in Brimingen sind alle Kulturdenkmäler der rheinland-pfälzischen Ortsgemeinde Brimingen einschließlich des Ortsteils Hisel aufgeführt. Grundlage ist die Denkmalliste des Landes Rheinland-Pfalz (Stand: 27. Juni 2022).

## Denkmalzonen
| Bezeichnung            | Lage                                    | Baujahr                 | Beschreibung | Bild                           |
| ---------------------- | --------------------------------------- | ----------------------- | --- | ------------------------------ |
| Denkmalzone Dorfstraße | Brimingen, Am Maarfeld 5, 5a und 6 Lage | 18. und 19. Jahrhundert | ortsbildprägende Hofanlagen; Nr. 5 bezeichnet 1808, Nr. 6 Streckhof, Wohnhaus aus der zweiten Hälfte des 18. Jahrhunderts | weitere Bilder Fotos hochladen |

## Einzeldenkmäler
| Bezeichnung | Lage                                          | Baujahr                           | Beschreibung | Bild                           |
| ----------- | --------------------------------------------- | --------------------------------- | --- | ------------------------------ |
| Hofanlage   | Brimingen, Am Maarfeld 5/5a Lage              | 1808                              | Dreiseithof; großvolumiges Wohnhaus, bezeichnet 1808, Scheune bezeichnet 1807, Stall mit Schmiede und Brennerei, zweite Hälfte des 19. Jahrhunderts                                 | weitere Bilder Fotos hochladen |
| Hofanlage   | Brimingen, Dorfstraße 7 Lage                  | 1800                              | Streckhof; vierachsiges Wohnhaus, bezeichnet 1800, Ökonomie bezeichnet 1804 | weitere Bilder Fotos hochladen |
| Hofanlage   | Brimingen, Dorfstraße 8 Lage                  | 1730                              | Winkelhof; fünfachsiges Wohnhaus mit Kniestock, bezeichnet 1730 | weitere Bilder Fotos hochladen |
| Hofanlage   | Brimingen, Dorfstraße 10 Lage                 | 1840                              | stattlicher Winkelhof; siebenachsiges Wohnhaus, bezeichnet 1840, ehemaliges Backhaus, Wirtschaftstrakte                                                                             | weitere Bilder Fotos hochladen |
| Wegekreuz   | Brimingen, Im Lachergarten, vor Nr. 7 Lage    | erste Hälfte des 19. Jahrhunderts | Schaftkreuz, erste Hälfte des 19. Jahrhunderts, Aufsatzkreuz mit gusseisernem Korpus                                                                                                | weitere Bilder Fotos hochladen |
| Hofanlage   | Hisel, Dorfstraße 2 Lage                      | vor 1770                          | Mittelteil einer ehemals dreiflügeligen Hofanlage, vor 1770; langgestrecktes Wirtschaftsgebäude, Pferdestall bezeichnet 1841, drei Achsen zum Wohnhaus umgebaut, später aufgestockt | weitere Bilder Fotos hochladen |
| Hofanlage   | Hisel, Dorfstraße 3 Lage                      | 1772                              | Dreiseithof; Wohnteil bezeichnet 1772 (Spolie), Erweiterung gegen 1859, Wirtschaftsgebäude jünger; Gesamtanlage mit Haus Nr. 4                                                      | weitere Bilder Fotos hochladen |
| Hofanlage   | Hisel, Dorfstraße 4 Lage                      | vor 1879                          | Dreiseithof; fünfachsiges Wohnhaus, bezeichnet 1879 (Erweiterung); Gesamtanlage mit Haus Nr. 3                                                                                      | weitere Bilder Fotos hochladen |
| Wegekreuz   | Hisel, südwestlich des Ortes an der B 50 Lage | 1840                              | Wegekreuz, bezeichnet 1840 | weitere Bilder Fotos hochladen |